# Hedriodiscus varipes
Hedriodiscus varipes är en tvåvingeart som först beskrevs av Friedrich Hermann Loew 1866.  Hedriodiscus varipes ingår i släktet Hedriodiscus och familjen vapenflugor. Inga underarter finns listade i Catalogue of Life.